# Live Tapes
Live Tapes è il secondo album live della band rock britannica Barclay James Harvest, pubblicato nel 1978.

## Formazione
- John Lees - voce, chitarra
- Les Holroyd - voce, basso
- Stuart Wolstenholme - voce, tastiera
- Mel Pritchard - batteria

## Tracce

### Disco 1
1. Child Of The Universe (6:44)
2. Rock'N'Roll Star (5:25)
3. Poor Man's Moody Blues (7:30)
4. Mockingbird (7:28)
5. Hard Hearted Woman (4:47)
6. One Night (6:35)

### Disco 2
1. Taking Me Higher (4:38)
2. Suicide (6:46)
3. Crazy City (4:42)
4. Johnathan (6:03)
5. For No One (6:28)
6. Polk Street Rag (5:41)
7. Hymn (6:00)

## Tracce Edizione rimasterizzata 2003

### Disco 1
1. Child Of The Universe
2. Rock ‘N' Roll Star
3. Poor Man's Moody Blues
4. Mockingbird
5. Hard Hearted Woman
6. One Night
7. The World Goes On (bonus track)
8. Medicine Man (previously unreleased bonus track)

### Disco 2
1. Taking Me Higher
2. Suicide?
3. Crazy City
4. Polk Street Rag
5. Hymn For The Children (previously unreleased bonus track)
6. Jonathan
7. For No One
8. Hymn